# Against All Odds (2021)
Against All Odds (2021) – gala wrestlingu zorganizowana przez amerykańską federację Impact Wrestling, która była transmitowana za pomocą platformy Impact Plus. Odbyła się 12 czerwca 2021 w Skyway Studios w Nashville i Daily’s Place w Jacksonville. Była to dziesiąta gala z cyklu Against All Odds.
Karta walk składała się z dziewięciu pojedynków, w tym czterech o tytuły mistrzowskie. W walce wieczoru Kenny Omega obronił Impact World Championship w walce z Moose’em. W innych spotkaniach Deonna Purrazzo, Impact Knockouts Championka, wygrała z Rosemary, Fire and Flava (Kiera Hogan i Tasha Steelz), Impact Knockouts Tag Team Championki, zwyciężyły Kimber Lee i Susan, ponadto Violent By Design (Deaner i Rhino) na podstawie zasady Freebird Rule zachowali Impact World Tag Team Championship, mierząc się z Decay (Black Taurus i Crazzy Steve).

## Rywalizacje
Against All Odds oferowało walki wrestlingu z udziałem różnych zawodników na podstawie przygotowanych wcześniej scenariuszy i rywalizacji, które są realizowane podczas cotygodniowych odcinków programu Impact!. Wrestlerzy odgrywają role pozytywnych (face) lub negatywnych bohaterów (heel), którzy rywalizują pomiędzy sobą w seriach walk mających budować napięcie.

## Karta walk
Zestawienie zostało oparte na źródłach:
| Nr                                                                 | Walki* | Stypulacje                                                                   | Czas  |
| ------------------------------------------------------------------ | --- | ---------------------------------------------------------------------------- | ----- |
| 1                                                                  | Sami Callihan i Tommy Dreamer pokonali The Good Brothers (Karl Andrson i Doc Gallows)                       | Street Fight match                                                           | 11:09 |
| 2                                                                  | Joe Doering (z Erikiem Youngiem, Deanerem i Rhino) pokonał Satoshiego Kojimę (z Eddiem Edwardsem)           | Singles match                                                                | 9:02  |
| 3                                                                  | Petey Williams vs. Trey Miguel vs. Ace Austin vs. Chris Bey vs. Rohit Raju – zakończona bez rozstrzygnięcia | Five Way match o miano pretendenta do walki o Impact X Division Championship | 12:25 |
| 4                                                                  | W. Morrissey pokonał Richa Swanna                                                                           | Singles match                                                                | 11:43 |
| 5                                                                  | Tenille Dashwood (z Kalebem with a K) pokonała Jordynne Grace (z Rachael Ellering)                          | Singles match                                                                | 10:58 |
| 6                                                                  | Fire and Flava (Kiera Hogan i Tasha Steelz) (c) pokonały Kimber Lee i Susan                                 | Tag Team match o Impact Knockouts Tag Team Championship                      | 9:12  |
| 7                                                                  | Violent By Design (Deaner i Rhino) (c) (z Erikiem Youngiem) pokonali Decay (Black Taurus i Crazzy Steve)    | Tag Team match o Impact World Tag Team Championship                          | 10:37 |
| 8                                                                  | Deonna Purrazzo (c) pokonała Rosemary                                                                       | Singles match o Impact Knockouts World Championship                          | 12:01 |
| 9                                                                  | Kenny Omega (c) pokonał Moose’a                                                                             | Singles match o Impact World Championship                                    | 22:51 |
| (c) – mistrz/mistrzyni przed walką*Karta może jeszcze ulec zmianie | |                                                                              |       |